# Muhamed Hifzi Muftić
Muhamed Hifzi-efendija (event. jen Hifzi) Muftić (28. ledna 1872 Banja Luka, osmanská říše – 13. května 1920 Sarajevo, Království Srbů, Chorvatů a Slovinců) byl bosenskohercegovský islámský duchovní a soudce bosňáckého původu.

## Životopis
Jeho otec Ragib-efendija pocházel z městečka Žepče a jakožto šarí‘atský soudce působil na více místech v Bosně a Hercegovině. Hifzi se proto narodil v Banja Luce, ale mekteb a obecnou školu navštěvoval v Bosenském Petrovci a Gazi Husrev-begovu medresu v Sarajevu (absolvoval 14. 8. 1891). V bosenskohercegovské metropoli se posléze zapsal na Šarí‘atskou soudní školu (promoval 22. 7. 1896). Od listopadu 1896 pracoval jako justiční čekatel u šarí‘atského soudu v Gračanici, o rok později již v Sarajevu. Dne 2. července 1898 vykonal odbornou justiční zkoušku před Rijasetem Islámského společenství v Bosně a Hercegovině, načež získal místo šarí‘atského soudce v Banja Luce a poté Bosenské Krupě. Od července 1901 úřadoval ve Fojnici a nato od srpna 1910 v Bosenském Novém. V květnu 1914 byl zvolen členem ulema-medžlisu, nejvyšší rady duchovních Islámského společenství v Bosně a Hercegovině. Na tuto funkci formálně nastoupil v srpnu téhož roku.
Zemřel 13. května 1920 v Sarajevu a již následujícího dne byl pohřben na sarajevském hřbitově Grličića brdo.
Často bývá zaměňován s učitelem Hifzi-efendijou Muftićem.